# McDonnell Douglas YC-15
Il McDonnell Douglas YC-15 è un aereo da trasporto tattico quadrimotore, sviluppato nel corso degli anni settanta, concorrente nell'AMSTc (Advanced Medium STOL Transport competition), indetto dall'USAF per sostituire la propria linea da trasporto tattico composta da C-130 Hercules. Al termine delle valutazioni però, né l'YC-15 né il suo diretto avversario, il Boeing YC-14, vennero dichiarati vincitori. Tuttavia, i progetti dell'YC-15 furono in seguito impiegati per la realizzazione del più noto C-17 Globemaster III.

## Storia

### Sviluppo
Nel 1968 l'USAF intraprese lo sviluppo di una serie di prototipi che sarebbero stati presentati in occasione dei programmi AMST e Light Weight Fighter. Il bando di gara venne ufficializzato nel gennaio del 1972, ed i requisiti minimi richiesti ai velivoli furono quelli di poter operare da piste semipreparate di lunghezza massima pari a 2 000 m aventi un carico di 12 400 kg ed un raggio d'azione pari a 740 km.
Altri velivoli furono proposti da Bell, Boeing, Fairchild, McDonnell Douglas e Lockheed/North American Rockwell. Il 10 novembre 1972, furono resi noti i nominativi dei velivoli vincitori i quali risultarono essere i prototipi proposti da Boeing e McDonnell Douglas. Alle aziende venne perciò richiesta la realizzazione di ulteriori due esemplari dei rispettivi velivoli. La McDonnell Douglas decise di designare, in questa occasione, il proprio velivolo con la sigla YC-15.

## Tecnica
Il progetto della McDonnell Douglas prevedeva la realizzazione d'un velivolo con profilo alare supercritico, risultato di numerosi studi della NASA condotti da Richard Whitcomb. Quest'ala offriva una resistenza aerodinamica del 30% inferiore a quelle con profilo convenzionale, ed allo stesso tempo era in grado di generare un'eccellente portanza alle basse velocità. La maggior parte degli aerei fino ad allora prodotti erano soliti utilizzare ali a freccia per diminuire la resistenza nel fluido, ma ciò portava inevitabilmente ad un volo molto instabile alle basse velocità che li rendeva inadatti per operazioni STOL (Short Take Off and Landing).
La squadra di progettisti, scelse quindi di impiegare un rivoluzionario sistema d'ipersostentatori a soffiaggio esterno con lo scopo di aumentare la portanza. Questo sistema impiegava doppi flap per direzionare parte della spinta dei motori verso il suolo, mentre il resto dei gas di scarico veniva fatto passare attraverso questi seguendo il profilo alare generando un effetto Coandă. Il loro impiego tuttavia non fu realizzabile fino a quando non vennero introdotti i propulsori turboventola il cui flusso di gas di scarico risultava essere meno concentrato e rovente; il problema venne temporaneamente rimandato con l'adozione di ugelli più voluminosi.
I propulsori impiegati furono i Pratt & Whitney JT8D, largamente utilizzati sul Boeing 727. L'YC-15 prese in prestito numerose parti dagli altri velivoli prodotti dalla McDonnell Douglas: la prua proveniva dal DC-8 mentre il cockpit dal DC-10.

## Impiego operativo

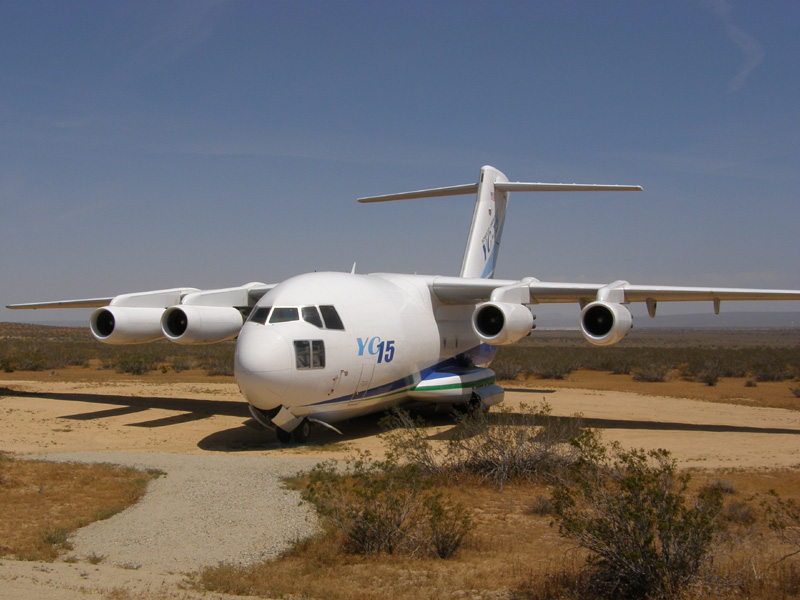
Il primo esemplare prodotto del McDonnell Douglas YC-15 esposto presso la base aerea di Edwards.

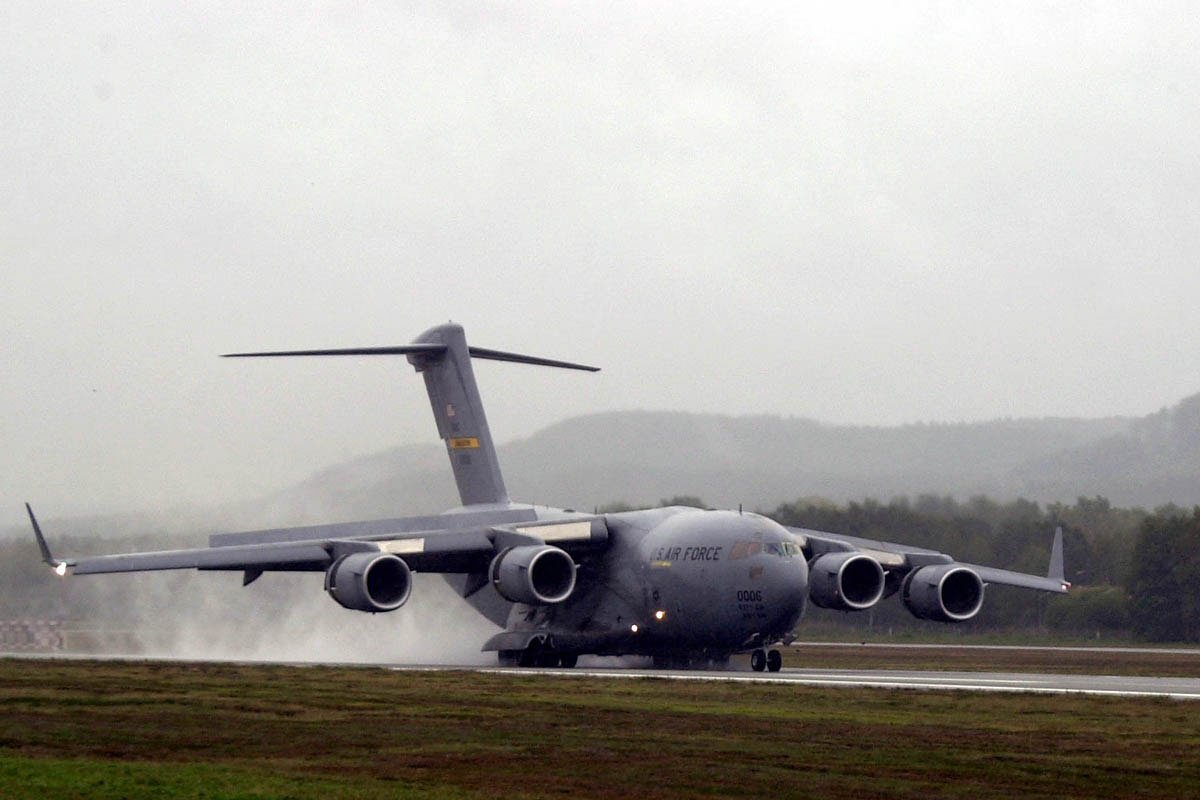
Il C-17 Globemaster III, derivato dallYC-15.

Vennero realizzati due YC-15, uno avente apertura alare di 33,5 metri, l'altro di 40,2 metri. Entrambi erano motorizzati da quattro propulsori turboventola Pratt & Whitney JT8D-17, ognuno capace di 68,9 kN di spinta.
Il primo volo avvenne il 26 agosto 1975. Il secondo prototipo fu portato in volo nel dicembre successivo. Nel 1976, quando furono pronti anche gli esemplari prodotti da Boeing, entrambi i prototipi furono trasferiti presso la Edwards Air Force Base per una serie di test comparati, tra i quali figuravano il trasporto di carichi voluminosi, carri armati e pezzi d'artiglieria, dalla pista semi preparata del Graham Ranch.
L'YC-15 completò l'intero programma, pari a 600 ore di volo, nel 1977.
Nel marzo 1976, il capo di stato maggiore dell'aeronautica statunitense il Gen. David C. Jones chiese all'Air Force Systems Command se fosse possibile utilizzare uno solo degli esemplari del progetto AMST per entrambi i ruoli cargo: tattico e strategico.
Tutto ciò portò ad una serie di studi che constatarono la difficoltà nel realizzare tali modifiche, che potevano essere più radicali del previsto.
Entrambi i velivoli, sia l'YC-14 che l'YC-15, si rivelarono più efficaci del previsto rispondendo largamente alle richieste del programma AMST. Tuttavia, il bisogno di disporre d'un velivolo da trasporto strategico si fece sempre più strada tanto da portare alla chiusura del programma di sviluppo nel dicembre del 1979.  Così nel novembre dello stesso anno, venne istituita la C-X Task Force, con l'obiettivo di riuscire a sviluppare un velivolo dalle caratteristiche differenti. Dal programma C-X venne selezionato un esemplare più capiente dell'YC-15 che fu poi sviluppato nel C-17 Globemaster III.
I prototipi dell'AMST furono destinati all'AMARC, presso la Davis-Monthan Air Force Base. Uno di essi venne successivamente esposto presso il vicino Pima Air & Space Museum. Il primo esemplare realizzato dell'YC-15, (matricola 72-1875) tornò in volo nel 1996 ed ancora nel 1997 per conto della McDonnell Douglas nell'ambito della realizzazione del Globemaster.  Un problema tecnico legato al cattivo funzionamento di uno dei propulsori, reputato troppo oneroso, lo relegò per diversi anni presso un magazzino della Boeing presso l'Air Force Plant 42 di Palmdale in California.

Attualmente è in mostra statica presso la Edwards AFB a cui è stato riconsegnato.